# 宇都宮とみ子
宇都宮 とみ子（うつのみや とみこ）は日本のジオガイド、市民活動家。愛媛県西予市出身。三瓶町の須崎海岸などでジオパークのガイドを行っている。四国西予ジオガイドネットワーク・ガイド部会長。いよココロザシ大学講師。

## 経歴
愛媛県西予市三瓶町出身。
生まれ育った三瓶町の須崎海岸の食べ物や暮らしをテーマにイベントを開催している。
2012年7月にジオパーク解説会に参加したことをきっかけに「ジオパーク」という言葉を知った。そこで、知名度が低く観光資源が少ないと考えていた西予市をジオパークとして売ることを考えついた。翌年からジオパーク現地研修会へ参加。須崎海岸を歩き、4億年かけてできた地層を目の当たりにした。その後記事には、「歴史は好きですが、ジオという地球の歴史は理系の苦手な私には「難しい」科目でした。」と綴っている。
2014年5月には、「三瓶湾の魅力と須崎海岸の4億年＋α」と題した授業をいよココロザシ大学にて開催。
2015年には第1回西予市総合計画審議会委員に就任。

## 人物
- 同じ目標を持つ仲間との出会いと挑戦がジオガイドの楽しさであると語っている[3]。
- ジオガイドを始め最初の客に、ジオパークの知識だけでなく三瓶のことも紹介をした際にかけられた「すごいね」「がんばってね」の声が忘れられないという[3]。

## 出演
- みんなでつなぐ四国西予ジオパーク（2021年6月1日、西予CATV）